# 1530-е

## Култура
- 1537. — у Енглеској је објављен први познати текст на ромском језику.